# Collegio di Exmouth and Exeter East
Exmouth and Exeter East è un collegio elettorale inglese situato nel Devon e rappresentato alla camera dei Comuni del parlamento del Regno Unito. Elegge un membro del parlamento con il sistema maggioritario a turno unico; l'attuale parlamentare è David Reed, del Partito Conservatore, che rappresenta il collegio dal 2024.

## Estensione
Il collegio è costituito dai seguenti ward:
- nel distretto di East Devon: Broadclyst, Budleigh and Raleigh, Clyst Valley, Cranbrook, Exe Valley, Exmouth Brixington, Exmouth Halsdon, Exmouth Littleham, Exmouth Town, Exmouth Withycombe Raleigh, Whimple and Rockbeare e Woodbury and Lympstone;
- nella città di Exeter: Pinhoe, St Loyes e Topsham.

## Membri del parlamento
| Elezione | Elezione | Deputato   | Partito      |
| -------- | -------- | ---------- | ------------ |
|          | 2024     | David Reed | Conservatore |

## Elezioni

### Elezioni negli anni 2020
| Partito                    | Partito                                         | Candidato                  | Risultati 4 luglio 2024 | Risultati 4 luglio 2024 |
| Partito                    | Partito                                         | Candidato                  | Voti                    | %                       |
| -------------------------- | ----------------------------------------------- | -------------------------- | ----------------------- | ----------------------- |
|                            | Conservatore                                    | David Reed                 | 14 728                  | 28,70                   |
|                            | Laburista                                       | Helen Dallimore            | 14 607                  | 28,46                   |
|                            | Lib Dem                                         | Paul Arnott                | 11 387                  | 22,19                   |
|                            | Reform UK                                       | Garry Sutherland           | 7 085                   | 13,81                   |
|                            | Verdi                                           | Olly Davey                 | 2 331                   | 4,54                    |
|                            | Indipendente                                    | Dan Wilson                 | 590                     | 1,15                    |
|                            | Indipendente                                    | Peter Faithfull            | 454                     | 0,88                    |
|                            | Climate                                         | Mark Baldwin               | 134                     | 0,26                    |
|                            |                                                 |                            |                         |                         |
| Iscritti                   | Iscritti                                        | Iscritti                   | 79 983                  | 100,00                  |
| ↳ Votanti (% su iscritti)  | ↳ Votanti (% su iscritti)                       | ↳ Votanti (% su iscritti)  | 51 478                  | 64,36                   |
| ↳ Astenuti (% su iscritti) | ↳ Astenuti (% su iscritti)                      | ↳ Astenuti (% su iscritti) | 28 505                  | 35,64                   |
|                            |                                                 |                            |                         |                         |
|                            | Esito: collegio a Conservatore (nuovo collegio) |                            |                         |                         |